# توالی‌یابی نسل سوم
توالی‌یابی نسل سوم که توالی‌یابی طویل-خوانش نیز نامیده می‌شود یک کلاس از روش‌های توالی‌یابی دی‌اِن‌اِی است که اخیراً تحت توسعهٔ فعال قرار گرفته‌است. توالی‌یابی نسل سوم با خوانش توالی‌های نوکلئوتیدی در سطح یک مولکول عمل می‌کند. برخلاف روش‌های موجود که نیازمند شکستن رشته‌های طویل دی‌اِن‌اِی به قطعات کوچک و سپس ایجاد توالی‌های نوکلئوتیدی به‌وسیلهٔ تکثیر و سنتز هستند. چالش‌های جدی در مهندسی ابزارهای مولکولی لازم برای توالی‌یابی کل ژنوم وجود دارد تا این فناوری از نظر تجاری در دسترس باشد.
توالی‌یابی نسل دوم (توالی‌یابی کوتاه-خوانش)، که اغلب به عنوان توالی‌یابی نسل بعدی (NGS) خوانده می‌شود، از زمان توسعه تاکنون بر فضای توالی‌یابی دی‌ان‌ای مسلط شده‌است. این روش به‌طرز چشمگیری هزینهٔ توالی‌یابی دی‌ان‌ای را با یک رویکرد موازی گسترده که قادر به تولید تعداد زیادی خوانش با پوشش وسیع از کل ژنوم است، کاهش داده‌است. از آنجا که ژنوم یوکاریوتی حاوی توالی‌های تکراری (دی‌اِن‌اِی) است، محدودیت عمدهٔ این کلاس از روش‌های توالی‌یابی، طول خوانش‌های تولید شده‌است. به‌طور خلاصه، توالی‌یابی نسل دوم با تکثیر مولکول دی‌اِن‌اِی و سپس انجام توالی‌یابی به‌واسطهٔ سنتز انجام می‌شود. سیگنال فلورسنت جمعی ناشی از سنتز تعداد زیادی از رشته‌های دی‌اِن‌اِی یکسان تکثیر شده، اجازهٔ استنباط هویت نوکلئوتیدی را می‌دهد. با این حال، به دلیل خطاهای تصادفی ، سنتز دی‌اِن‌اِی بین رشته‌های دی‌اِن‌اِی تکثیرشده به‌طور پیش‌رونده‌ای همزمان نیستند. به سرعت، با افزایش طول خوانش، کیفیت سیگنال بدتر می‌شود. به منظور حفظ کیفیت خوانش، مولکول‌های طویل دی‌اِن‌اِی باید به قطعات کوچک تقسیم شوند که این امر به محدودیت اساسی فناوری‌های توالی‌یابی نسل دوم منجر تلاش‌های محاسباتی با هدف غلبه بر این چالش اغلب به برآورد تقریبی تکیه دارد که ممکن است به مونتاژ دقیق توالی‌ها منجر نشود.
با قابلیت توالی‌یابی مستقیم مولکول‌های دی‌اِن‌اِی منفرد، فناوری‌های توالی‌یابی نسل سوم این توانایی را دارند که خوانشی به مراتب طویل‌تر از توالی‌یابی نسل دوم داشته باشند. چنین مزیتی هم برای علم ژنوم و هم به‌طور کلی در مورد زیست‌شناسی پیامدهای اساسی دارد. با این حال، داده‌های توالی‌یابی نسل سوم میزان خطای بسیار بالاتری نسبت به فناوری‌های قبلی دارند، که می‌تواند مونتاژ ژنوم پایین‌دست و تجزیه و تحلیل داده‌های حاصل را پیچیده کند. این فناوری‌ها به‌طور فعال در حال توسعه هستند و انتظار می‌رود میزان خطاهای آن‌ها کاهش یابد. برای برنامه‌های کاربردی که تحمل بیشتری نسبت به نرخ خطا دارند، مانند فراخوانی واریانت ساختاری، توالی‌یابی نسل سوم از روش‌های موجود بهتر عمل می‌کند.

## فناوری‌های حاضر
فناوری‌های توالی‌یابی با رویکرد متفاوت نسبت به پلتفرم‌های نسل دوم برای اولین بار در سال ۲۰۰۸–۲۰۰۹ به عنوان «نسل سوم» معرفی شدند.
در حال حاضر چندین شرکت در مرکز توسعه فناوری توالی‌یابی نسل سوم قرار دارند که عبارت‌اند از: Pacific Biosciences, Oxford Nanopore Technology, Quantapore (CA-USA) و Stratos (WA-USA). این شرکت‌ها برای توالی‌یابی مولکول‌های دی‌اِن‌اِی منفرد رویکردهای کاملاً متفاوتی دارند.
PacBio پلتفرم توالی‌یابی در زمان واقعی مولکول منفرد (SMRT) را بر اساس ویژگی‌های موجبرهای حالت صفر توسعه داد. سیگنال‌ها به شکل نور فلورسنت از هر نوکلئوتیدی که با دی‌اِن‌اِی پلیمراز متصل به کف چاهک zL ترکیب دی‌اِن‌اِی، انتشار می‌یابند.
فناوری آکسفورد نانوپور شامل عبور یک مولکول دی‌اِن‌اِی از ساختار منفذ با مقیاس نانو و سپس اندازه‌گیری تغییرات میدان الکتریکی اطراف منفذ است؛ در حالی که Quantapore یک رویکرد اختصاصی نانوپور دارد. Stratos Genomics با ورود پلیمری، بازهای دی‌اِن‌اِی را خارج می‌کند، "Xpandomers"، برای غلبه سیگنال بر سر و صدای خوانش مولکول‌های تک‌رشته‌ای دی‌اِن‌اِی نانوپور استفاده می‌شود.
همچنین رویکرد فلورسانس مولکول منفرد شرکت Helicos، قابل توجه است، اما این شرکت در پاییز سال ۲۰۱۵ ورشکسته شد.

### مزایا
مزیت بارز توالی‌یابی نسل سوم در مقایسه با نسل حاضر فناوری‌های توالی‌یابی، تولید خوانش‌های طویل‌تر است. انتظار می‌رود که این طول خوانش طولانی‌تر، چالش‌های محاسباتی متعددی پیرامون مونتاژ ژنوم، بازسازی رونوشت و متاژنومیکس را در میان دیگر زمینه‌های مهم پزشکی و زیست‌شناسی مدرن کاهش دهد.
واضح است که ژنوم‌های یوکاریوتی از جمله پریمات‌ها و انسان‌ها پیچیده هستند و تعداد زیادی مناطق طویل تکراری دارند. خوانش‌های کوتاه از توالی‌یابی نسل دوم باید به استراتژی‌های تقریبی متوسل شوند تا بتواند توالی‌های طولانی را برای مونتاژ و فراخوانی واریانت‌های ژنتیکی به‌دست آورند. برای غلبه بر این محدودیت‌ها، خوانش‌های دو طرفهٔ توالی‌یابی نسل دوم اعمال شده‌است. با این حال، طول دقیق قطعهٔ دو طرفه خوانده شده اغلب ناشناخته است و باید تخمین زده شود. مزایای فناوری‌های توالی‌یابی نسل سوم با ممکن ساختن خوانش‌های طویل واضح است.

#### اپی‌ژنتیک
نشانگرهای اپی‌ژنتیکی تغییرات پایدار و بالقوهٔ ارثی در مولکول دی‌اِن‌اِی هستند که در توالی آن نیستند. یک مثال متیلاسیون دی‌اِن‌اِی در محل‌های CpG است که مشخص شده‌است بر بیان ژن تأثیر می‌گذارد. یک نمونه دیگر تغییرات هیستونی است. نسل حاضر فناوری‌های توالی‌یابی برای تشخیص نشانگرهای اپی‌ژنتیکی به روش‌های آزمایشگاهی مانند توالی‌یابی ChIP متکی هستند. این روش‌ها شامل برچسب زدن به رشتهٔ دی‌اِن‌اِی، شکستن و فیلتر کردن قطعاتی است که حاوی نشانگر هستند و به دنبال آن توالی‌یابی. توالی‌یابی نسل سوم ممکن است به دلیل سیگنال متمایز از چهار باز دیگر نوکلئوتیدی، شناسایی مستقیم این نشانگرها را ممکن سازد.

#### قابلیت حمل و سرعت
از دیگر مزایای مهم فناوری‌های توالی‌یابی نسل سوم می‌توان به قابلیت حمل و سرعت توالی‌یابی اشاره نمود. از آنجا که حداقل پردازش نمونه در مقایسه با توالی‌یابی نسل دوم مورد نیاز است، امکان طراحی تجهیزات در اندازه کوچک وجود دارد. اخیراً شرکت Oxford Nanopore Technology دستگاه توالی‌یابی Minion را تجاری کرده‌است. این دستگاه توالی‌یابی تقریباً اندازه فلش مموری یواس‌بی معمولی است و با اتصال به لپ‌تاپ به راحتی قابل استفاده است. علاوه بر این، از آنجا که فرایند توالی‌یابی در مناطق ژنوم موازی نیست، داده‌ها را می‌توان در زمان واقعی جمع‌آوری و تجزیه و تحلیل کرد. این مزایای توالی‌یابی نسل سوم ممکن است در بیمارستان که نیازمند جمع‌آوری و تجزیه و تحلیل سریع داده‌ها است، مناسب باشد.

### چالش‌ها
توالی‌یابی نسل سوم، همان‌طور که در حال حاضر مواجه است، با چالش‌های مهمی که عمدتاً در شناسایی دقیق بازهای نوکلئوتیدی وجود دارد روبه‌رو است. نرخ خطا در مقایسه با توالی‌یابی نسل دوم هنوز بسیار بیشتر است. این امر به‌طور کلی به دلیل ناپایداری ماشین‌های مولکولی درگیر است. به عنوان مثال، در فناوری توالی‌یابی مولکولی منفرد و زمان واقعی PacBio، مولکول دی‌ان‌ای پلیمراز همان‌طور که روند توالی‌یابی انجام می‌شود، به‌طور فزاینده ای آسیب می‌بیند. علاوه بر این، از آنجا که این روند به سرعت اتفاق می‌افتد، ممکن است سیگنال‌هایی که توسط بازهای منفرد خاموش می‌شوند با سیگنال‌های بازهای همسایه محو شوند. این یک چالش محاسباتی جدید برای رمزگشایی سیگنال‌ها و در نتیجه استنباط توالی است. به عنوان مثال، بدین منظور روش‌هایی مانند مدل‌های مارکوف پنهان با موفقیت‌هایی به کار گرفته شده‌است. به‌طور متوسط، حدود ۹۹٫۹٪ از ژن‌های افراد مختلف جمعیت انسانی مشترک است. به عبارت دیگر، تقریباً از هر هزار باز فقط یک بازبین دو فرد متفاوت است. نرخ خطای بالای ناشی از توالی‌یابی نسل سوم به منظور تعیین تفاوت‌های فردی بین اعضای یک گونه، ناگزیر مشکل‌ساز است.

## مونتاژ ژنوم
مونتاژ ژنوم بازسازی توالی دی‌اِن‌اِی کل ژنوم است که به‌طور کلی با دو رویکرد کاملاً متفاوت انجام می‌شود.

### ردیف‌سازی مرجع
هنگامی که یک ژنوم مرجع در دسترس باشد، همان‌طور که در مورد انسان وجود دارد، خوانش‌های توالی تازه می‌توانند به منظور تعیین خصوصیات آن با ژنوم مرجع ردیف شوند. چنین مونتاژ مبتنی بر مرجع سریع و آسان است اما عیب آن «پنهان کردن» توالی‌های جدید و واریانت‌های تعداد نسخهٔ بزرگ است. علاوه بر این، ژنوم مرجع برای بیشتر جانداران هنوز وجود ندارد.

### مونتاژ از نو
مونتاژ از نو روش جایگزین مونتاژ ژنوم برای ردیف‌سازی مرجع است. این کاملاً به بازسازی توالی‌های کل ژنوم از خوانش‌های توالی خام بر می‌گردد. این روش زمانی انتخاب می‌شود که ژنوم مرجع وجود نداشته باشد، هنگامی که گونهٔ ارگانیسم مورد نظر ناشناخته باشد مثل متاژنومیکس، یا هنگامی که واریانت‌های ژنتیکی مورد نظر با ردیف‌سازی ژنوم مرجع تشخیص داده نمی‌شوند.
با توجه به خوانش‌های کوتاه تولید شده توسط نسل حاضر فناوری‌های توالی‌یابی، مونتاژ از نو یک مشکل بزرگ محاسباتی است. به‌طور معمول با یک روند تکرار شونده برای یافتن و اتصال خوانش‌های توالی با همپوشانی معقول خوانده می‌شود، نزدیک می‌شوید. روش‌های مختلف محاسباتی و آماری مانند نمودارهای de bruijn و نمودارهای مورد توافق طرح همپوشان، برای حل این مشکل به کار گرفته شده‌است. با این وجود، با توجه به ماهیت بسیار تکراری ژنوم یوکاریوتی، بازسازی دقیق و کامل توالی ژنوم در مونتاژ از نو چالش‌برانگیز است. خوانش‌های دو طرفه به عنوان یک راه حل ممکن مطرح شده‌است، اگرچه طول قطعه دقیقاً شناخته شده نیست و باید تقریبی محاسبه شود.
مونتاژ دورگه - استفاده از خوانش‌های موجود در پلتفرم توالی‌یابی نسل سوم با خوانش‌های کوتاه پلتفرم نسل دوم - ممکن است برای رفع ابهامات در ژنوم‌هایی که قبلاً با استفاده از توالی‌یابی نسل دوم مونتاژ شده‌اند، استفاده شود. از خوانش‌های کوتاه نسل دوم نیز برای اصلاح خطاهایی که در خوانش‌های طویل نسل سوم وجود دارد، استفاده می‌گردد.

### مونتاژ دورگه
خوانش طویل که توسط توالی‌یابی نسل سوم ارائه شده‌است، می‌تواند بسیاری از چالش‌های کنونی که مونتاژ ژنومی از نو با آن مواجه می‌شود را کاهش دهد. به عنوان مثال، اگر کل یک منطقهٔ تکراری بتواند به‌طور واضح در یک خوانش توالی‌یابی شود، هیچ نتیجه‌گیری محاسبه‌ای دیگری لازم نیست. روش‌های محاسباتی برای کاهش میزان خطای بالا پیشنهاد شده‌اند. به عنوان مثال، در یک مطالعه، نشان داده شد که مونتاژ از نو ژنوم میکروبی با استفاده از توالی‌یابی PacBio به تنهایی عملکرد برتری از توالی‌یابی نسل دوم دارد.
توالی‌یایی نسل سوم ممکن است همچنین همراه با توالی‌یابی نسل دوم نیز استفاده شود. به این روش اغلب با عنوان توالی‌یابی دورگه اشاره می‌شود. به عنوان مثال، خوانش‌های طویل از توالی‌یابی نسل سوم ممکن است برای رفع ابهامات در ژنوم‌هایی که قبلاً با استفاده از توالی‌یابی نسل دوم مونتاژ شده‌اند، استفاده گردد. از طرف دیگر، خوانش‌های توالی‌یابی نسل دوم کوتاه، برای اصلاح خطاهای موجود در خوانش‌های طویل نسل سوم استفاده شده‌است. به‌طور کلی، این رویکرد دورگه به‌طور قابل توجهی موجب بهبود مونتاژ ژنوم از نو می‌شود.

## نشانگرهای اپی‌ژنتیکی
متیلاسیون دی‌اِن‌اِی (DNAm)-تغییر کووالانسی دی‌اِن‌اِی در محل‌های CpG که منجر به اتصال گروه‌های متیل می‌شود - بهترین جزء قابل درک ماشین اپی‌ژنتیک است. تغییرات دی‌اِن‌اِی و بیان ژن ناشی از آن می‌تواند در انواع سلول‌ها متفاوت باشد. دورهٔ تکوین، با دودمان ژنتیکی، به دلیل محرک‌های محیطی می‌تواند تغییر کند و قابل توارث هستند. محققان پس از کشف DNAm، همبستگی آن را با بیماری‌هایی مانند سرطان و اوتیسم نیز پیدا کردند. در سبب‌شناسی این بیماری‌ها بستر DNAm یک راه مهم برای تحقیقات بیشتر است.

### مزایا
متداول‌ترین روش‌های حاضر برای بررسی وضعیت متیلاسیون نیازمند سنجش قطعات دی‌اِن‌اِی قبل از توالی‌یابی نسل دوم استاندارد، بر روی پلت فرم Illumina می‌باشد. در نتیجه خوانش کوتاه، اطلاعات مربوط به الگوهای طولانی‌تر متیلاسیون از بین می‌رود. فناوری‌های توالی‌یابی نسل سوم، قابلیت توالی‌یابی مولکول‌های منفرد در زمان واقعی را از خوانش‌های طویل‌تر و شناسایی تغییرات دی‌اِن‌اِی بدون سنجش‌هایی که ذکر شد را ارائه می‌دهد.
فناوری PacBio SMRT و Oxford Nanopore می‌توانند از دی‌اِن‌اِی تغییر نیافته برای تشخیص متیلاسیون استفاده کنند. دستگاه MinION شرکت Oxford Nanopore Technologgies برای تشخیص DNAm استفاده شده‌است. از آنجا که هر رشته دی‌اِن‌اِی از یک منفذ عبور می‌کند، سیگنال‌های الکتریکی تولید می‌کند که مشخص شده به تغییرات اپی‌ژنتیکی موجود در نوکلئوتیدها حساس هستند و از یک مدل مارکوف پنهان (HMM) برای تجزیه و تحلیل داده‌های MinION برای شناسایی تغییرات ۵-متیل سیتوزین (5mC) دی‌اِن‌اِی استفاده شده‌است. این مدل با استفاده از دی‌اِن‌اِی متیله‌شدهٔ اشریشیا کلی که به‌صورت مصنوعی سنتز شده و سیگنال‌های حاصل از آن که با استفاده از فناوری نانوپور اندازه‌گیری شده‌است، ارائه داده‌است. پس از آن، مدل برای تشخیص ۵- متیل سیتوزین در خوانش‌های ژنومیک MinION حاصل از یک رده سلولی انسانی که قبلاً یک متیلوم مرجع داشت، استفاده شد. طبقه‌بندی کننده دارای دقت ۸۲٪ در محل‌های تک‌نمونه‌ای تصادفی است، هنگامی که از حد آستانه‌های سخت‌گیرانه استفاده شود تا ۹۵٪ افزایش می‌یابد.
روش‌های دیگر، انواع مختلفی از تغییرات دی‌اِن‌اِی را با استفاده از پلتفرم MinION ارائه می‌دهند. استویبر و همکاران ۴-متیل سیتوزین (4-mC) و ۶-متیل آدنین (6mA) را به همراه ۵-متیل سیتوزین (5mC) مورد بررسی قرار دادند، و همچنین یک نرم‌افزار ایجاد کردند تا مستقیماً داده‌های خام MinION را به روش آسانی بصری کند. در اینجا آن‌ها دریافتند که در اشریشیا کلی، که دارای متیلوم شناخته شده‌است، می‌توان از پنجره‌های رویداد به طول ۵ جفت‌باز برای تقسیم و تجزیه و تحلیل آماری سیگنال‌های الکتریکی خام MinION استفاده نمود. یک آزمون ساده Mann-Whitney U test می‌تواند بخش‌های تغییر یافته از توالی اشریشیا کلی را تشخیص دهد، و همچنین تغییرات را به مناطق 4mC، 6mA یا 5mC تقسیم کند.
به نظر می‌رسد در آینده از داده‌های خام MinION برای تشخیص بسیاری از علائم گوناگون اپی‌ژنتیکی در دی‌اِن‌اِی استفاده شود.
برای تعیین متیلاسیون دی‌اِن‌اِی از توالی‌یابی PacBio نیز استفاده شده‌است. در این پلت فرم گستره پالس - گسترهٔ یک پالس نور فلورسنت - به یک باز خاص مربوط می‌شود. در سال ۲۰۱۰ نشان داده شد که فاصلهٔ بینابینی در نمونه‌های شاهد و متیله‌شده متفاوت است و برای هر نوع متیلاسیون یک گسترهٔ پالس «منحصر به فرد» وجود دارد. در سال ۲۰۱۲ با استفاده از پلتفرم PacBio، محل‌های اتصال دی‌اِن‌اِی متیل ترانسفرازها مشخص شد. شناسایی متیلاسیون N6 در کرم الگانس (C.elegans) در سال ۲۰۱۵ نشان داده شد. متیلاسیون دی‌اِن‌اِی روی N6-adenine با استفاده از پلتفرم PacBio در سلول‌های بنیادی جنینی موش در سال ۲۰۱۶ نشان داده شد.
اشکال دیگری از تغییرات دی‌اِن‌اِی -ناشی از فلزات سنگین، اکسیداسیون یا آسیب با پرتو فرابنفش - نیز راه‌های تحقیقاتی هستند که با استفاده از توالی‌یابی نسل سوم Oxford Nanopore و PacBio امکان‌پذیر هستند.

### معایب
پردازش داده‌های خام - مانند نرمال‌سازی با سیگنال میانگین - بر روی داده‌های خام MinION نیاز بود و باعث کاهش توانایی در زمان واقعی فناوری می‌شد. پایداری سیگنال‌های الکتریکی هنوز یک معضل است و فراخوانی دقیق نوکلئوتید را دشوار می‌کند. MinION توان عملیاتی کمی دارد؛ از آنجا که خوانش‌های هم‌پوشان متعدد بسیار دشوار به‌دست می‌آیند، این خوانش‌های بیشتر، منجر به رفع مشکلات شناسایی تغییرات پایین‌دست دی‌اِن‌اِی می‌شود. هم مدل مارکوف پنهان و هم روش‌های آماری که از داده‌های خام MinION استفاده نموده‌است نیازمند مشاهدات مکرر از تغییرات دی‌اِن‌اِی برای تشخیص است، به این معنی که نوکلئوتیدهای تغییر یافتهٔ منفرد باید به‌طور مداوم در چندین نسخه از ژنوم حضور داشته باشند، به عنوان مثال در چندین سلول یا پلاسمید موجود در نمونه.
برای پلتفرم PacBio نیز بسته به نوع متیلاسیون دلخواه، نیازهای پوشش متفاوت است. تا مارس ۲۰۱۷، سایر عوامل اپی‌ژنتیکی مانند تغییرات هیستونی با استفاده از فناوری‌های نسل سوم قابل کشف نبودند. الگوهای طویل متیلاسیون غالباً به‌علت این‌که هنوز نیاز به مونتاژ کانتیگ‌های کوچک‌تر است، از بین می‌روند.

## ترانسکریپتومیکس
ترانسکریپتومیکس به معنی مطالعهٔ ترانسکریپتوم است، معمولاً به‌عنوان فراوانی نسبی مولکول‌های آران‌ای پیام‌رسان بافت مورد مطالعه توصیف می‌شود. با توجه اصل بنیادین زیست‌شناسی مولکولی، اطلاعات ژنتیکی از مولکول‌های دی‌اِن‌اِی دورشته‌ای به مولکول‌های آران‌ای پیام‌رسان تک‌رشته‌ای جریان می‌یابند جایی که می‌توانند به آسانی به مولکول‌های پروتئین عملکردی ترجمه شوند.
با مطالعهٔ ترانسکریپتوم، می‌توان درک ارزشمندی در مورد تنظیم بیان ژن به‌دست‌آورد. در حالی که میزان بیان به عنوان میزان ژن می‌تواند کم و بیش به‌طور دقیق توسط توالی‌یابی نسل دوم به تصویر کشیده شود، اطلاعات میزان رونوشت هنوز یک چالش مهم است. در نتیجه، نقش پیرایش متناوب در زیست‌شناسی مولکولی تا حد زیادی مبهم است. فناوری‌های توالی‌یابی نسل سوم با توالی‌یابی کامل مولکول‌های آران‌ای پیام‌رسان، چشم‌انداز امیدوارکننده‌ای برای حل این مسئله دارند.

### پیرایش متناوب
پیرایش متناوب (AS) فرایندی است که با استفاده از آن یک ژن واحد می‌تواند چندین نسخهٔ متمایز آران‌ای پیام‌رسان و در نتیجه ترجمه‌های پروتئینی متفاوتی ایجاد کند. برخی شواهد نشان می‌دهد که پیرایش متناوب یک پدیدهٔ همه‌جایی است و ممکن است نقش مهمی در تعیین فنوتیپ‌های جانداران به‌ویژه در یوکاریوت‌های پیچیده ایفا کند. همهٔ یوکاریوت‌ها حاوی ژن‌هایی هستند که از اینترون‌ها تشکیل شده‌اند. به‌طور خاص، تخمین زده شده‌است که پیرایش متناوب در ۹۵٪ از کل ژن‌های چند اگزون انسانی رخ می‌دهد. پیرایش متناوب پتانسیل غیرقابل انکاری بر بسیاری از روندهای زیستی دارد. پیشرفت دانش در این زمینه به‌طور کلی پیامدهای اساسی برای مطالعهٔ زیست‌شناسی دارد.

### بازسازی رونوشت
نسل حاضر فناوری‌های توالی‌یابی فقط خوانش‌های کوتاه را تولید می‌کند، که محدودیت فوق‌العاده‌ای در توانایی تشخیص رونوشت‌های مجزا ایجاد می‌کند. خوانش‌های کوتاه باید با مهندسی معکوس به رونوشت‌های اصلی تبدیل شوند که می‌تواند منجر به مشاهدهٔ خوانش‌ها گردد. این وظیفه توسط میزان بیان بسیار متغیر در رونوشت‌ها و در نتیجه پوشش متغیر خوانش توالی ژن پیچیدگی بیشتری می‌یابد. علاوه بر این، اگزون‌ها ممکن است در میان رونوشت‌های خاصی به اشتراک گذاشته شوند، لذا تفسیر واضح اساساً غیرممکن است. روش‌های محاسباتی موجود، تفسیرها را بر اساس تجمع خوانش‌های کوتاه در توالی‌های مختلف بیشتر با ساختن فرضیات ساده انجام می‌دهد.
Cufflinks، یک رویکرد صرفه‌جویانه را در پیش می‌گیرد و در پی توضیح همه خوانش‌ها با کمترین تعداد ممکن از رونوشت‌ها است. از سوی دیگر، StringTie تلاش می‌کند تا ضمن جمع‌آوری خوانش‌ها، فراوانی رونوشت‌ها را هم برآورد کند. این روش‌ها، اگرچه منطقی هستند، همیشه رونوشت‌های واقعی را نمی‌توانند شناسایی کنند.
مطالعه ای که در سال ۲۰۰۸ منتشر شد، ۲۵ پروتکل مختلف موجود در بازسازی رونوشت را مورد بررسی قرار داد. این شواهد نشان می‌دهد که روش‌های موجود معمولاً در مونتاژ رونوشت‌ها ضعیف هستند، اگرچه توانایی تشخیص اگزون‌های منفرد را به‌طور نسبتاً بی‌عیبی دارند. طبق برآوردها، میانگین حساسیت تشخیص اگزون‌ها در ۲۵ پروتکل برای ژن‌های کرم الگانس، ۸۰٪ است. در مقابل، حساسیت شناسایی رونوشت‌ها به ۶۵٪ کاهش می‌یابد. بر اساس نتایج این مطالعه در انسان، میانگین حساسیت تشخیص اگزون ۶۹٪ و میانگین حساسیت تشخیص رونوشت‌ها تنها ۳۳٪ است. به عبارت دیگر، برای انسان، روش‌های موجود قادر به شناسایی کمتر از نیمی از کل رونوشت‌های موجود هستند.
فناوری‌های توالی‌یابی نسل سوم چشم‌انداز امیدوارکننده‌ای در حل مسئلهٔ تشخیص رونوشت و همچنین برآورد فراوانی آران‌ای پیام‌رسان در سطح رونوشت‌ها نشان داده‌است. در حالی که نرخ خطا همچنان بالاست، فناوری‌های توالی‌یابی نسل سوم این توانایی را دارند که طول خوانش بسیار بیشتری داشته باشند. شرکت Pacific Bioscience پلتفرم iso-seq را معرفی کرده‌است و ادعا می‌کند که مولکول‌های آران‌ای پیام‌رسان را در طول کاملشان توالی‌یابی می‌کند.
پیش‌بینی می‌شود شرکت Oxford Nanopore فناوری‌های مشابهی را ارائه دهد. مشکلی که در نرخ خطای بالاتر وجود دارد ممکن است با خوانش‌های کوتاه با کیفیت بالا کاهش یابد. این روش قبلاً آزمایش شده و گزارش شده‌است که میزان خطا را بیش از ۳ برابر کاهش می‌دهد.

## متاژنومیکس
متاژنومیکس آنالیز مواد ژنتیکی است که به‌طور مستقیم از نمونه‌های محیطی بازیابی می‌شود.

### مزایا
مهم‌ترین مزیت فناوری‌های توالی‌یابی نسل سوم در متاژنومیکس سرعت توالی‌یابی آن‌ها در مقایسه با روش‌های نسل دوم است. سرعت توالی‌یابی برای مثال در کلینیک (مانند شناسایی پاتوژن) از اهمیت زیادی برخوردار است، تا امکان تشخیص کارآمد و اقدامات بالینی به موقع فراهم شود. دستگاه Minion شرکت آکسفورد نانوپور در سال ۲۰۱۵ برای تشخیص متابوژنومیک در زمان واقعی پاتوژن‌ها در نمونه‌های بالینی پیچیده و پر خطر استفاده شد. اولین ویروس ابولا (EBV)، ۴۴ ثانیه پس از جمع‌آوری داده‌ها توالی‌یابی شد. در این‌جا نقشه‌خوانی یکنواخت برای خوانش‌های ژنوم وجود داشت. حداقل یک خوانش با بیش از ۸۸٪ ژنوم نقشه‌برداری شده مطابقت داشت. خوانش‌های نسبتاً طویل، توالی‌یابی تقریباً کامل ژنوم ویروسی را با دقت بالا (مطابقت ۹۷–۹۹٪) مستقیماً از یک نمونهٔ بالینی اولیه امکان‌پذیر می‌سازد. یک نشانگر فیلوژنتیک رایج برای مطالعات تنوع جامعهٔ میکروبی ژن آران‌ای ریبوزومی ۱۶اس است. پلتفرم‌های SMRT Minion و PacBio برای توالی‌یابی این ژن استفاده شده‌اند. در این زمینه، میزان خطای PacBio قابل مقایسه با خوانش‌های کوتاه‌تر ۴۵۴ و پلتفرم دستگاه MiSeq شرکت Illumina است.

### معایب
میزان خطای بالای MinION (۱۰ تا ۴۰ درصد) از شناسایی نشانگرهای مقاومت ضدمیکروبی جلوگیری می‌کند، که بدین منظور تفکیک تک‌نوکلئوتیدی لازم است. به همین علت، پاتوژن‌های یوکاریوتی شناسایی نشده‌اند. همچنین سهولت انتقال آلودگی هنگام استفادهٔ مجدد از flow cell (دستورالعمل‌های شست‌وشوی استاندارد کار نمی‌کنند) نگران‌کننده است. بارکدهای منحصر به فرد ممکن است امکان تعدد آزمایش را فراهم کنند. علاوه بر این، انجام شناسایی دقیق گونه‌های باکتریایی، قارچ و انگل‌ها بسیار دشوار است، زیرا آن‌ها بخش بیشتری از ژنوم را به اشتراک می‌گذارند، برخی از آن‌ها تنها کمتر از ۵٪ تفاوت دارند.
هزینهٔ توالی‌یابی هر باز هنوز هم به‌طور قابل توجهی بیشتر از MiSeq است. با این حال، چشم‌انداز تکمیل پایگاه‌های داده‌های مرجع با توالی‌های کامل از جاندارانی که زیر حد تشخیص رویکرد سانگر هستند؛ احتمالاً می‌تواند تا حد زیادی در شناسایی جانداران در متاژنومیکس کمک کند.